# 納爾遜 (內布拉斯加州)
納爾遜（英語：Nelson）是一個位於美國內布拉斯加州納科爾斯縣的城市。根據2010年美國人口普查，該地共人口488人，而該地的面積約為2.11平方千米。同時該地也是納科爾斯縣的縣治。

## 地理
納爾遜的座標為40°12′07″N 98°04′00″W / 40.20194°N 98.06667°W，而該地的平均海拔高度為518米（即1699英尺）。